# Пинигин, Василий Тимофеевич
Василий Тимофеевич Пинигин (1923—2018) — советский передовик сельского хозяйства, комбайнёр Ситниковской машинно-тракторной станции Омутинского района Тюменской области. Герой Социалистического Труда (1951).

## Биография
Родился 28 декабря 1923 года в селе Ситниково, Ишимского округа Уральской области в крестьянской семье.
С 1937 года после окончания неполной средней школы начал свою трудовую деятельность в местном колхозе. С 1938 по 1942 годы работал слесарем, с 1941 года в период Великой Отечественной войны, после окончания Ишимской школы механизации сельского хозяйства работал — комбайнёром в Ситниковской машинно-тракторной станции.
С 1942 года призван в ряды Рабоче-Крестьянской Красной армии и направлен в действующую армию на фронт. Участник Великой Отечественной войны в составе 533-й отдельной роты химической защиты 165-й стрелковой дивизии. Воевал на Волховском, 2-м Прибалтийском и 1-м Белорусском фронтах в должности разведчика. Участник обороны Ленинграда, Ленинградско-Новгородской, Белорусской, Висло-Одерской, Восточно-Померанской и Берлинской наступательных операциях. За участие в войне и проявленные при этом мужество и героизм был награждён медалями «За отвагу» и  «За боевые заслуги».
С 1946 года после увольнения из рядов Советской армии начал работать  комбайнёром Ситниковской машино-тракторной станции Омутинского района Тюменской области. В 1950 году В. Т. Пинигин добился выдающихся результатов на площади свыше восемьсот гектаров, намолотив около — десяти тысяч центнеров зерна.
11 августа 1951 года Указом Президиума Верховного Совета СССР «за выдающиеся успехи, достигнутые в 1950 году при уборке и обмолоте зерновых культур» Василий Тимофеевич Пинигин был удостоен звания Героя Социалистического Труда с вручением ордена Ленина и золотой медали «Серп и Молот».
20 мая 1952 года Указом Президиума Верховного Совета СССР «за выдающиеся достижения в труде» Василий Тимофеевич Пинигин был награждён вторым орденом Ленина.
С 1959 по 1986 годы начал работать в колхозе села Ситниково, Омутинского района Тюменской области, продолжая показывать высокие трудовые достижения. 22 марта 1966 года Указом Президиума Верховного Совета СССР «за выдающиеся достижения в труде» Василий Тимофеевич Пинигин был награждён орденом Трудового Красного Знамени в 1971 году — орденом «Знак Почёта».
В 1986 году вышел на заслуженный отдых.
Скончался 1 июня 2018 года в Тюмени.

## Награды
- Медаль «Серп и Молот» (11.08.1951)
- Орден Ленина (11.08.1951, 20.05.1952)
- Орден Отечественной войны 1-й степени (11.03.1985)
- Орден Трудового Красного Знамени (22.03.1966)
- Орден «Знак Почёта» (8.04.1971)
- Медаль «За отвагу» (6.03.1945)
- Медаль «За боевые заслуги» (6.06.1944)
- Медаль «За победу над Германией в Великой Отечественной войне 1941—1945 гг.»